# 신성호 (교수)
신성호(1956년 ~ )는 대한민국의 교수이다.

## 이력
1956년 3월 21일생. 성균관대 영문학과를 졸업한 후 1981년 중앙일보 기자로 입사해 사회부·전국부·정치부 등을 거치고 수석 논설위원을 지냈으며 오랫동안 법조를 출입했다.
사회부 법조 출입기자 시절인 1987년 경찰이 당시 서울대 언어학과 학생이던 박종철 씨를 불법 체포해 고문하다 숨지게 한 사건을 특종 보도했다. 당시 '경찰에서 조사받던 대학생 쇼크사'라는 제목으로 박종철 고문 치사사건 기사를 내보내 그해 전국적인 민주화운동을 일으키는데 기여했다.
2003년부터 법관임용심사위원회 위원으로 일하기 시작했고 대검찰청 감찰위원회 위원, 법무부 변호사징계위원회 위원으로 활약하기도 했고, 법조계 출입 언론인 모임인 '법조언론인클럽' 회장을 지냈다.
2007년 고려대 언론학부 초빙교수로 교직에 발을 들였고 '박종철 탐사보도와 한국의 민주화 정책변화' 연구로 2012년 고려대에서 언론학 박사학위를 받았다. 이후 성균관대 신문방송학과에서 교수로 재직 중이다. 2015년에는 청와대 홍보특보로 임명된 바 있다.
저서로는 '한국을 뒤흔든 특종' '6월 항쟁을 기록하다' '특종 1987 박종철과 한국 민주화'가 있다.

## 학력
- ~ 1981년 성균관대학교 영어영문학 학사
- 1998년 ~ 2001년 한양대학교 언론정보대학원 신문출판 석사
- 2009년 ~ 2012년 고려대학교 대학원 언론학 박사

## 경력
- 2015.01 대통령비서실 홍보특별보좌관
- 2014.03 ~ 성균관대학교 사회과학대학 신문방송학과 교수
- 고려대학교 미디어학부 초빙교수
- 성균관대학교 신문방송학과 초빙교수
- 2012.09 방송통신심의위원회 명예훼손 분쟁조정부 의장
- 2011.06 ~ 2014.02 대한변호사협회 법학전문대학원 평가위원회 위원
- 2009.03 ~ 2010.04 국회 법제사법위원회 법조인력양성제도개선 소위원회 자문위원장
- 2008.12 ~ 2011.11 중앙일보 정보사업단 대표이사
- 2007.05 ~ 2008.05 법조언론인클럽 회장
- 2007.01 ~ 2007.12 고려대학교 언론학부 초빙교수
- 2006.01 ~ 2008.11 중앙일보 논설위원실 수석논설위원
- 2004.08 대검찰청 감찰위원회 위원
- 2003 중앙일보 사회담당 부국장
- 2002 중앙일보 전국부, 사건사회부 부장
- 2000 중앙일보 논설위원실 논설위원
- 1999 중앙일보 국제부 부장
- 1995 중앙일보 사회부 차장
- 1981 중앙일보 사회부, 전국부, 정치부 기자